# 海軍参謀総長
海軍参謀総長（かいぐんさんぼうそうちょう）は、各国海軍の最高位の武官（最先任の士官）の総称。
「各国海軍の最高位の武官」の個別の和訳は下記の通りであるが、大日本帝国海軍の慣例により、海軍軍令部長（かいぐんぐんれいぶちょう）もしくは軍令部総長（ぐんれいぶそうちょう）と和訳されることもある。

## 日本の海軍参謀総長
- 大日本帝国海軍：軍令部総長（「海軍軍令部長」から「軍令部総長」に改称）
- 海上自衛隊：海上幕僚長

## 各国の海軍参謀総長
- アメリカ海軍：海軍作戦部長（Chief of Naval Operations）
- イギリス海軍：第一海軍卿 兼 海軍参謀長（First Sea Lord and Chief of the Naval Staff）
- フランス海軍：海軍参謀総長（Chef d'état-major de la Marine）
- 大韓民国海軍：海軍参謀総長（해군참모총장）
- ロシア海軍：海軍総司令官（Главнокомандующий ВМФ）